# Kontextinterview
Die Kontextinterviews (auch Kontextuelles Interview, englisch Contextual Inquiry) ist eine ethnografische Feldstudie im Bereich des Human-Centered Designs, bei der Nutzer in der natürlichen Umgebung eingehend beobachtet und befragt werden. Ziel ist es, ein grundlegendes Verständnis der Arbeitspraktiken, Verhaltensweisen und des gesamten Nutzungskontextes zu gewinnen.
Die Untersuchung findet in der natürlichen Umgebung der Nutzer statt, während sie ihre Aktivitäten wie gewohnt ausführen. Die natürliche Umgebung kann ihr Zuhause, ihr Büro oder ein ganz anderer Ort sein, an dem sie ein Produkt, ein System oder eine Dienstleistung nutzen oder sonst eine Aktivität ausführen. Die Forscher beobachten dabei den Nutzer bei der Ausführung seiner Tätigkeit und bitten um Informationen, um zu verstehen, wie und warum die Nutzer tun, was sie tun. Kontextinterviews sind also eine Kombination von zwei Methoden: Beobachtung und halbstrukturierten Interview.
Die Methode kann in vielen Gebieten eingesetzt werden. Es gibt jedoch Situationen, in denen die Personen nicht unterbrochen werden können z. B. bei Fluglotsen oder in Operationssälen. In diesen Fällen könnten eine Beobachtung und allfällige Videoaufnahme mit nachträglicher Befragung eine Lösung sein.

## Grundsätze von Kontextinterviews
Kontextinterviews basieren auf vier Grundsätzen:
- Kontext: Die grundlegendste Voraussetzung für Kontextinterviews ist, dass die Forscher Zeit dort verbringen müssen, wo der Nutzer normalerweise seine Tätigkeit ausführt. Der Forscher beobachtet die Nutzer bei ihren eigenen Arbeitsaufgaben und bespricht mit ihnen alle Artefakte, die sie erzeugen oder verwenden. Darüber hinaus sammelt der Forscher detaillierte Erzählungen über bestimmte vergangene Ereignisse, wenn diese relevant sind.[2][1]

- Partnerschaft: Eines der stärksten Merkmale der Kontextinterviews ist die Anwendung des Modells der Meister-Lehrling-Beziehung. So wie ein Lehrling lernt, indem er zuschaut, respektvoll Fragen stellt und versucht zu verstehen, warum Dinge auf eine bestimmte Art und Weise getan werden, lehrt der Meister, indem er Aufgaben erledigt und darüber spricht, während sie ausgeführt werden. Der Wissenstransfer über den Arbeitsprozess erfolgt zuverlässiger, wenn Menschen darüber sprechen, wie sie arbeiten, während sie die Arbeit tun. Dadurch spiegeln die Forschungsdaten zuverlässiger die Realität wider.[2]

- Interpretation: Das, was die Forscher sehen und hören ist nur der Ausgangspunkt. Alle Daten müssen auf ihre Bedeutung hin interpretiert werden, bevor ihre gestalterischen Implikationen verstanden werden können. Anhand der Daten (was gehört oder beobachtet wurde) stellen die Forscher eine Interpretation darüber auf, was diese Daten für die Aufgabe bedeuten. Es ist von entscheidender Bedeutung, dass der Forscher mit dem Nutzer während des Interviews seine Interpretationen und Erkenntnisse teilt. Der Nutzer kann das Verständnis des Forschers erweitern oder korrigieren. Wenn diese Gelegenheit verpasst wird, könnte eine Fehlinterpretation zu verfehlten Design-Implikationen und Ideen führen.[2]

- Fokus: Der Forscher, der Kontextinterviews durchführt, muss lernen, die Grenzen seines persönlichen Fokus zu erweitern und mehr von der Welt des Teilnehmers zu sehen. Jedes Mal, wenn ein Forscher überrascht ist, das Verhalten eines Teilnehmers als eigentümlich empfindet oder einen Widerspruch feststellt, bietet sich dem Forscher die Gelegenheit, das Interview neu auszurichten, um über die persönlichen Erfahrungen hinauszublicken.[2]

## Durchführung
Ein kontextuelles Interview wird normalerweise in einer zwei- bis dreistündigen Sitzung durchgeführt. Wie viele Personen befragt werden müssen, hängt vom Umfang des Projekts und der Tätigkeit ab, die untersucht werden soll. Es sollten aber mehrere Personen in verschiedenen Nutzungskontexten befragen, bevor die Synthese der Ergebnisse der Kontexinterviews beginnen kann.

## Auswertung
Nach den verschiedenen Kontextinterviews sollten die Ergebnisse strukturiert dokumentiert werden. Das bedeutet, dass die Antworten auf die vorher festgelegten Fragen identifiziert und entsprechend kategorisiert werden müssen.
Eine weitere Möglichkeit ist, dass Forscher und Designer zusammenkommen, um die Erkenntnisse auszutauschen und die Ergebnisse zu interpretieren. Workshop-Übungen zur Themenfindung in qualitativen Daten, wie z. B. Affinity-Mapping, helfen dem Team, sich auf Muster und Themen auszurichten.

## Ziel
Mit Kontextinterviews können Erkenntnisse über Nutzer, Arbeitsaufgaben, Abläufe, Abfolge von Aufgaben, die Artefakte und Werkzeuge, die sie dabei verwenden sowie die Auswirkungen und der Einfluss der physischen und sozialen Umgebung auf die Tätigkeit gewonnen werden. Dies sind wesentliche Elemente des Nutzungskontextes. So können anschließend Erfordernisse und Nutzungsanforderungen an das Produkt, die sich konkret aus dem speziellen Nutzungskontext ergeben, abgeleitet werden. Ebenfalls können die Daten zur Erstellung von Aufgabenanalysen nützlich sein.

## Vor- und Nacheile
Das Kontextinterview bietet gegenüber anderen Methoden folgende Vorteile:
- Der offene Charakter der Interaktion ermöglicht es, implizites Wissen der Nutzer aufzudecken.[2]
- Die Informationen sind reichhaltiger und relevanter als bei reinen Interviews oder Fragebögen, bei denen sich Nutzer an den Prozess der Aufgabenausführung erinnern müssen und dabei Information verkürzt wiedergeben oder Aspekte vergessen. Zudem können Nutzer leichter darüber sprechen, was sie tun und warum sie es tun, wenn sie es gerade tun.[1]
- Eine der größten Stärken dieser Methode besteht darin, dass man Dinge zu sehen bekommt, die man nicht erwartet hätte, und dass man Details aufdeckt, die zur Gewohnheit geworden und unsichtbar sind. Man bekommt die Unterbrechungen, abergläubischen Verhaltensweisen und unlogischen Prozesse zu sehen, die die UX-Arbeit direkt beeinflussen.[1]
- Das Kontextinterview liefert reale Erkenntnisse, da die Methode in der natürlichen Umgebung der Teilnehmer durchgeführt wird.[4]

Nachteile von Kontextinterviews:
- Sie sind zeit- und ressourcenaufwändig, da die Kontextinterviews jeweils mit nur einem Teilnehmer durchgeführt wird.[4]

- Wie bei jeder qualitativen Forschungsmethode müssen auch bei dieser Methode Daten aus anderen Methoden herangezogen werden, die dann interpretiert werden müssen, um ein klares und genaues Bild der Ergebnisse zu erhalten.[4]

## Geschichte der Methode
Contextual Inquiry wurde erstmals als phänomenologische Forschungsmethode in einem Aufsatz von Whiteside, Bennet und Holtzblatt aus dem Jahr 1988 erwähnt, in dem ein Großteil der Rechtfertigung für den Einsatz qualitativer Forschungsmethoden im Design dargelegt wird. Als eigenständige Methode wurde sie erstmals 1990 von Wixon, Holtzblatt und Knox ausführlich beschrieben, wobei Vergleiche mit anderen Forschungsmethoden angestellt wurden. Am ausführlichsten wurde sie von Holtzblatt und Beyer 1995 beschrieben.